# Hermann Schubert
Hermann Cäsar Hannibal Schubert (22 de mayo de 1848 - 20 de julio de 1911) fue un matemático alemán, pionero en el área de la matemática que lleva su nombre, el cálculo de Schubert.

## Semblanza
Hermann Schubert estudió matemáticas en la Universidad Humboldt de Berlín y en la Universidad Martín Lutero de Halle-Wittenberg de 1867 a 1870, donde recibió su doctorado en 1870. De 1871 a 1876 fue profesor de secundaria en Gymnasium Andreanum en Hildesheim, Hannover, donde tuvo como alumnos a Julius Hurwitz y a su hermano menor Adolf Hurwitz, posibilitando que este último estudiara con Felix Klein en la Universidad. Desde 1876 hasta su jubilación en 1908 fue profesor de secundaria en el Johanneum de Hamburgo.
Basándose en los métodos de Michel Chasles, fundó el cálculo enumerativo, conocido posteriormente como cálculo de Schubert, y en el que se consideran aquellas partes de la geometría algebraica que involucran un número finito de soluciones.El estudiante de Chasles, Hieronymus Zeuthen también trabajó en esta área al mismo tiempo. En 1874, Schubert ganaría un premio por resolver una pregunta planteada por Zeuthen.
La justificación estricta de sus métodos fue el tema del decimoquinto problema de Hilbert, una de las 23 cuestiones planteadas por David Hilbert en el Congreso de Matemáticos de 1900. Schubert también escribió un libro sobre matemática recreativa y dos libros sobre el juego de mesa denominado salta, similar a las damas.
En 1884 fue elegido miembro del Academia alemana de las ciencias naturales Leopoldina. Hermann Schubert fue enterrado en el cementerio Ohlsdorf de Hamburgo (cuadrícula AE 24, al oeste de la Capilla 6).

## Publicaciones
- Schubert, Hermann (1979) [1879],  Kleiman, Steven L., ed., Kalkül der abzählenden Geometrie, Reprint of the 1879 original (en alemán), Berlin-New York: Springer-Verlag, ISBN 3-540-09233-1, MR 0555576.